# Aper-Anati
Aper-Anati fou un rei hikse potser de la dinastia XV, no identificat amb cap dels llistats per Manetó. Molts historiadors s'inclinen per situar-lo a la dinastia XVI. Està testimoniat per un escarabat amb el seu nom que es troba al Museu Petrie (UC 11655).